# Gatucito
Gatucito (o Gatú) è un comune (corregimiento) della Repubblica di Panama situato nel distretto di Santa Fé, provincia di Veraguas. Si estende su una superficie di 95,5 km² e conta una popolazione di 1.315 abitanti (censimento 2010).